# 泰国北榄鳄鱼湖动物园

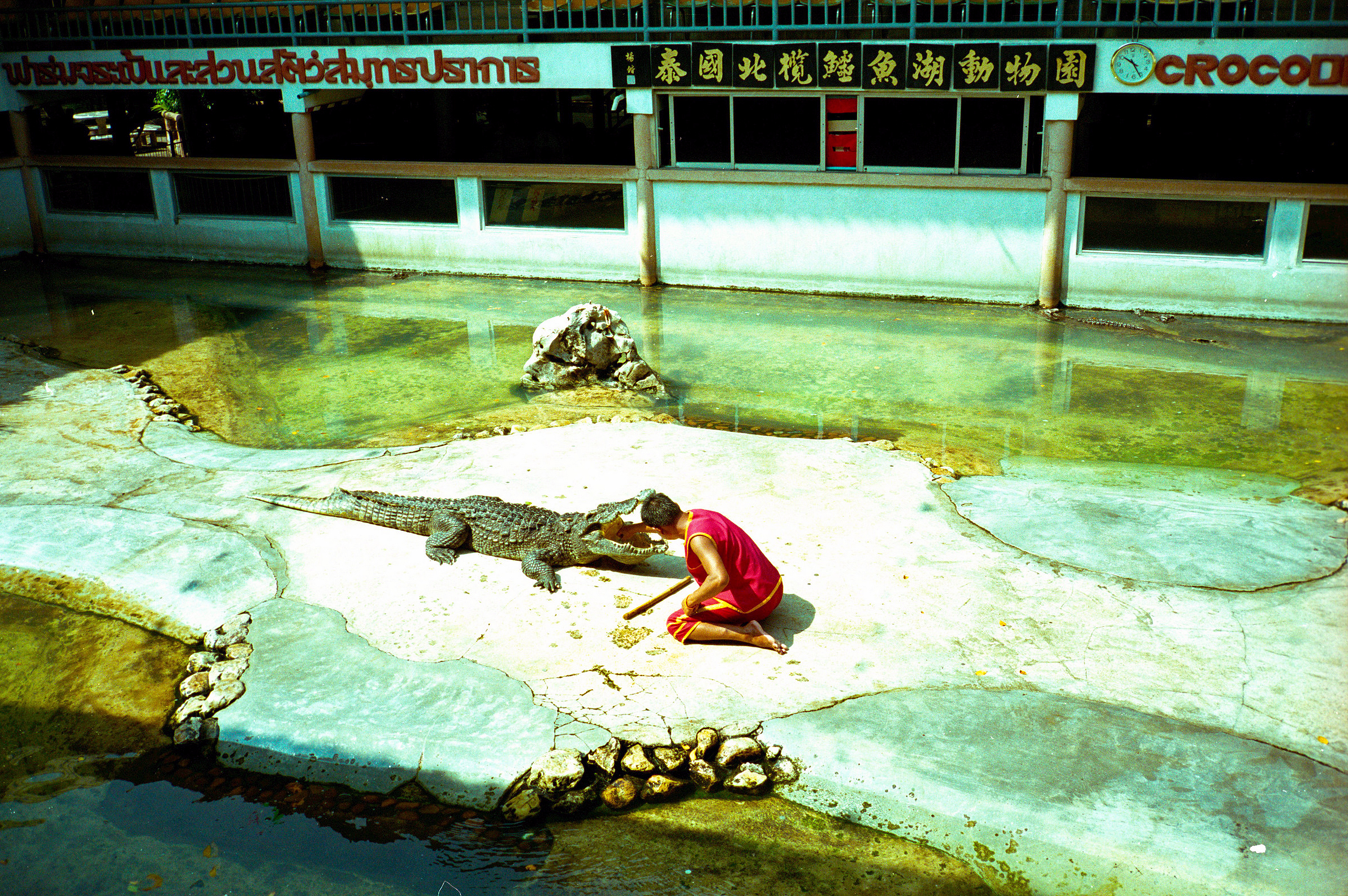
泰国北榄鳄鱼湖动物园 鳄鱼表演

泰国北榄鳄鱼湖动物园，又称鳄鱼农场，位于泰国离曼谷市离中心以南8公里的北欖市，北欖区，是世界上最大的鳄鱼养殖场。

## 历史
泰国华人杨海泉在1950年创办，七十餘年以来，苦心经营，规模不断扩大，养殖世界各地不同种类的鳄鱼达六万多条，从初生的长只二十几公分的鳄鱼仔到世界最大的长6米、重量1114公斤的鳄鱼，琳琅满目。鳄鱼湖动物园中有高架曲桥，可供游人观看湖中的鳄鱼。
鳄鱼农场有一个可容数百人的表演场，每日有定时的鳄鱼表演，表演员忽而把手探入张开布满利齿的鳄鱼口中，忽而把头伸入鳄鱼口内，惊险万分。中国前国家主席杨尚昆曾经到北榄鳄鱼湖参观，并拍照留念。

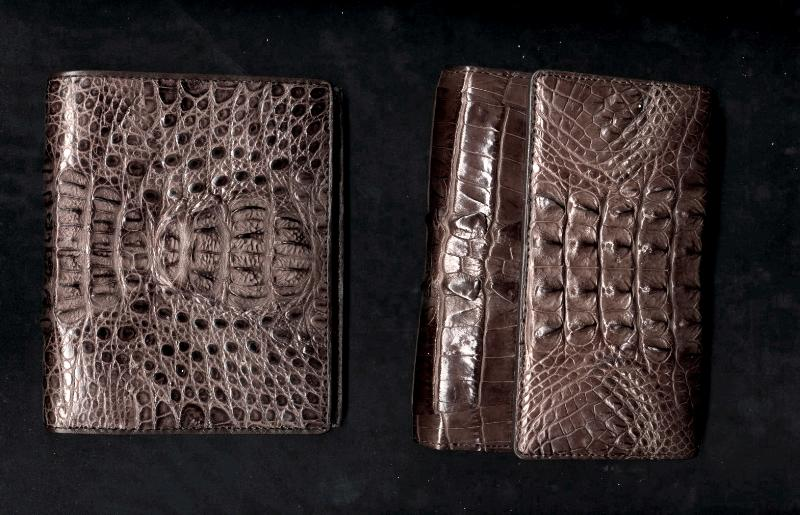
泰国北榄鳄鱼农场 鳄鱼皮银包

鳄鱼浑身是宝，鳄鱼皮可制鳄鱼皮手袋、鳄鱼皮银包、鳄鱼皮腰带、鳄鱼皮帽等名贵的特产。鳄鱼肉鲜味美，可制成鳄鱼肉罐头，鳄鱼骨可供药用。鳄鱼农场入口处有一个大型的礼品商场，销售的鳄鱼皮货，种类齐全，为曼谷市其他商场所不及。
泰国北榄鳄鱼农场附设一个小型动物园，养殖老虎大象等动物。大象表演也是颇受游人欢迎的节目。
鳄鱼农场已成为到泰国曼谷的游客必去之地。